# لورا جاردين فريزر

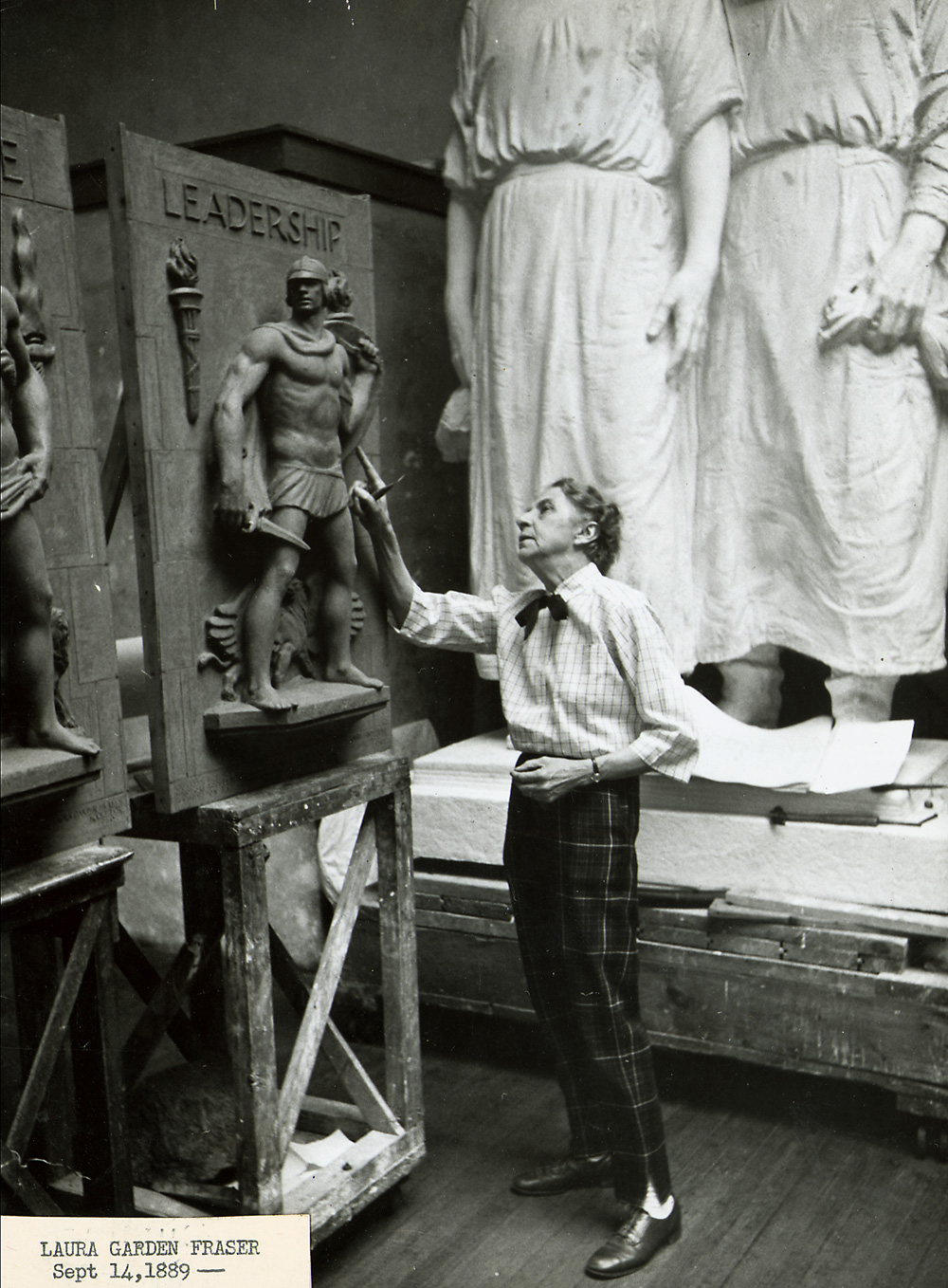
لورا جاردين فريزر

لورا جاردين فريزر (بالانجليزية:Laura Gardin Fraser) لورا جاردين فريزر (14 سبتمبر 1889 في شيكاغو، إلينوي - 13 أغسطس 1966 في نورواك، كونيتيكت ) هي نحاتة أمريكية وزوجة النحات جيمس إيرل فريزر صممت لوحدها أو مع زوجها عددًا من العملات المعدنية الأمريكية.

## روابط خارجية
- لورا جاردين فريزر على موقع أوليمبيديا (الإنجليزية)